# Tmolus venustus
Tmolus venustus is een vlinder uit de familie van de Lycaenidae. De wetenschappelijke naam van de soort werd als Thecla cydrara in 1907 gepubliceerd door Hamilton Herbert Druce.